# Mạch Joule thief

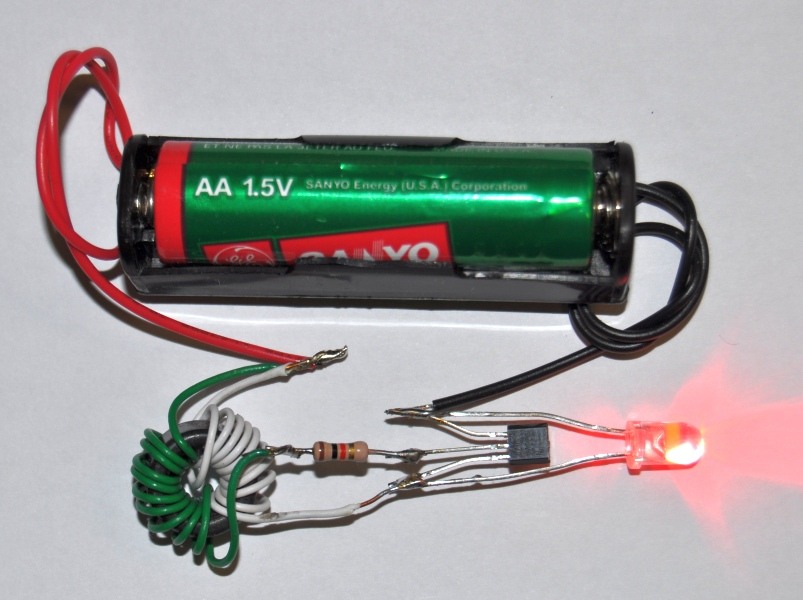
Một mạch Joule Thief sử dụng transistor 2N2222A và điện trở 1000 ohm.

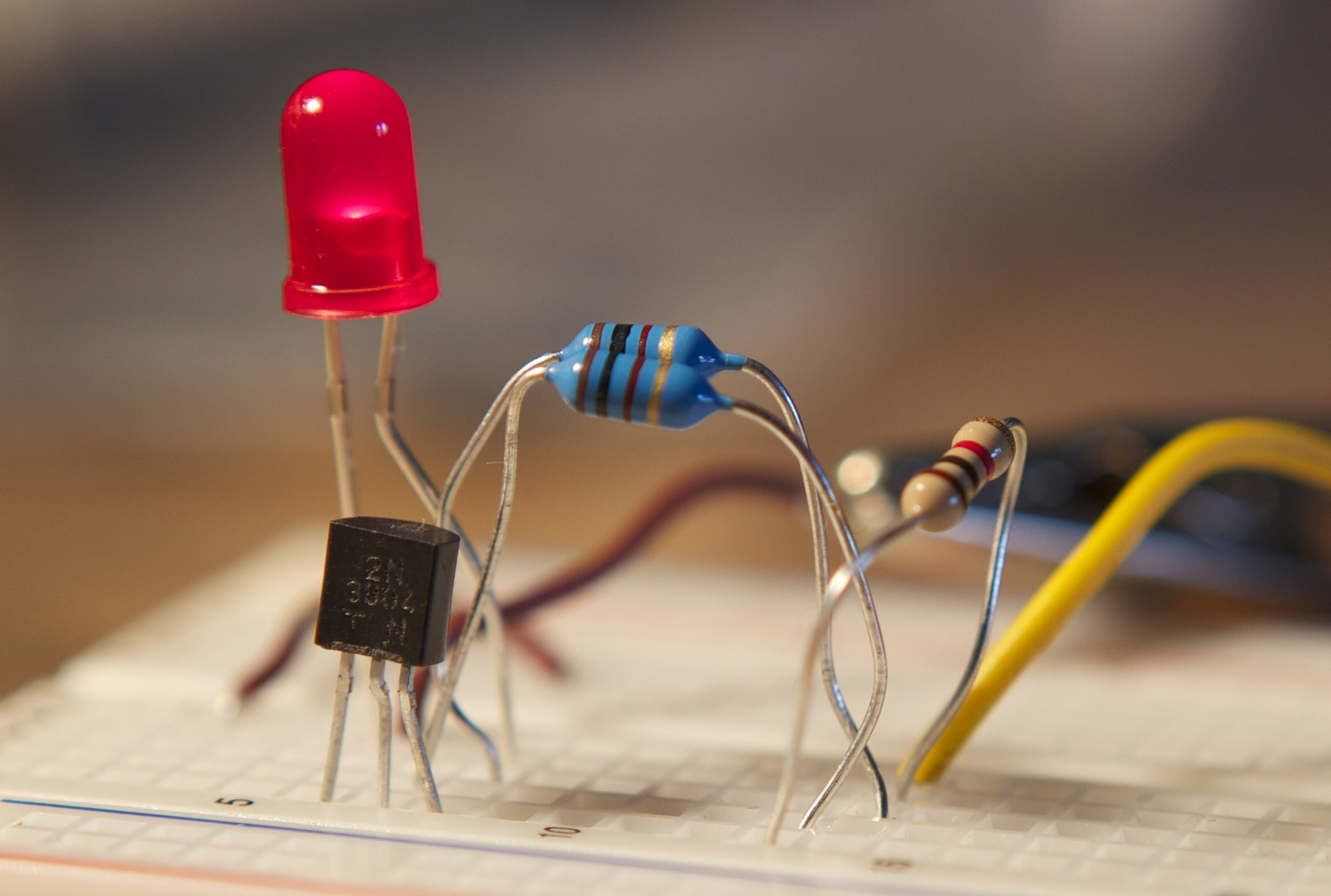
Joule Thief trên một bảng mạch cắm thử

Một joule thief là một kiểu tự động bộ tăng áp, mạch có kích thước nhỏ gọn, chi phí thấp, và dễ dàng để xây dựng,... 
Nó có thể sử dụng gần như tất cả các năng lượng trong một cell pin, thậm chí còn có thể hoạt động  dưới mức áp rất thấp, do đó những tên đó cho thấy các khái niệm rằng mạch là ăn cắp, năng lượng hay "joules" từ các nguồn  là một chơi chữ.

## Lịch sử
Trong số tháng 11 của tạp chí Điện tử thực hành hàng ngày (EPE) vào năm 1999, Z. Kaparnik đã xuất bản một mạch điện tử dưới tiêu đề Micro-torch Circuit trong phần Reader's Ideas. Các mạch bao gồm một transistor và một cuộn dây với một giây uốn lượn như một phản hồi dựa trên thúc đẩy chuyển đổi. Clive Mitchell xây dựng các mạch có một transistor NPN BC549, điện trở 1 kohm, một lõi với hai cuộn dây và một bóng đèn led màu trắng. Ông vận hành mạch này trên nguồn pin AA thông thường và gọi nó là Joule.  Thuật ngữ tương tự cũng được sử dụng cho các mạch tương tự.

## Mô tả hoạt động

Ví dụ về một mạch Joule Thief. Cuộn dây bao gồm một lõi ferrite với hai cuộn dây của 20 vòng sử dụng 0.15 mm (0.006 inch) đường dây (38 swg) (34-35 AWG)..Mạch có thể sử dụng một đầu vào điện áp xuống khoảng 0.35 V và có thể chạy cả tuần bằng cách sử dụng một 1.5 V LR6/AA. Pin là thường 1.5 V. Các điện trở là ~1 kΩ, 1/4 W. Các transistor có thể là một 2N3904, BC547B, 2SC2500, BC337, 2N2222, 2N4401 hoặc thành phần khác. Vceo= 30 V, P= 0.625 W. Một bóng đèn LED với V_{f}= 3,2 V có thể được sử dụng.

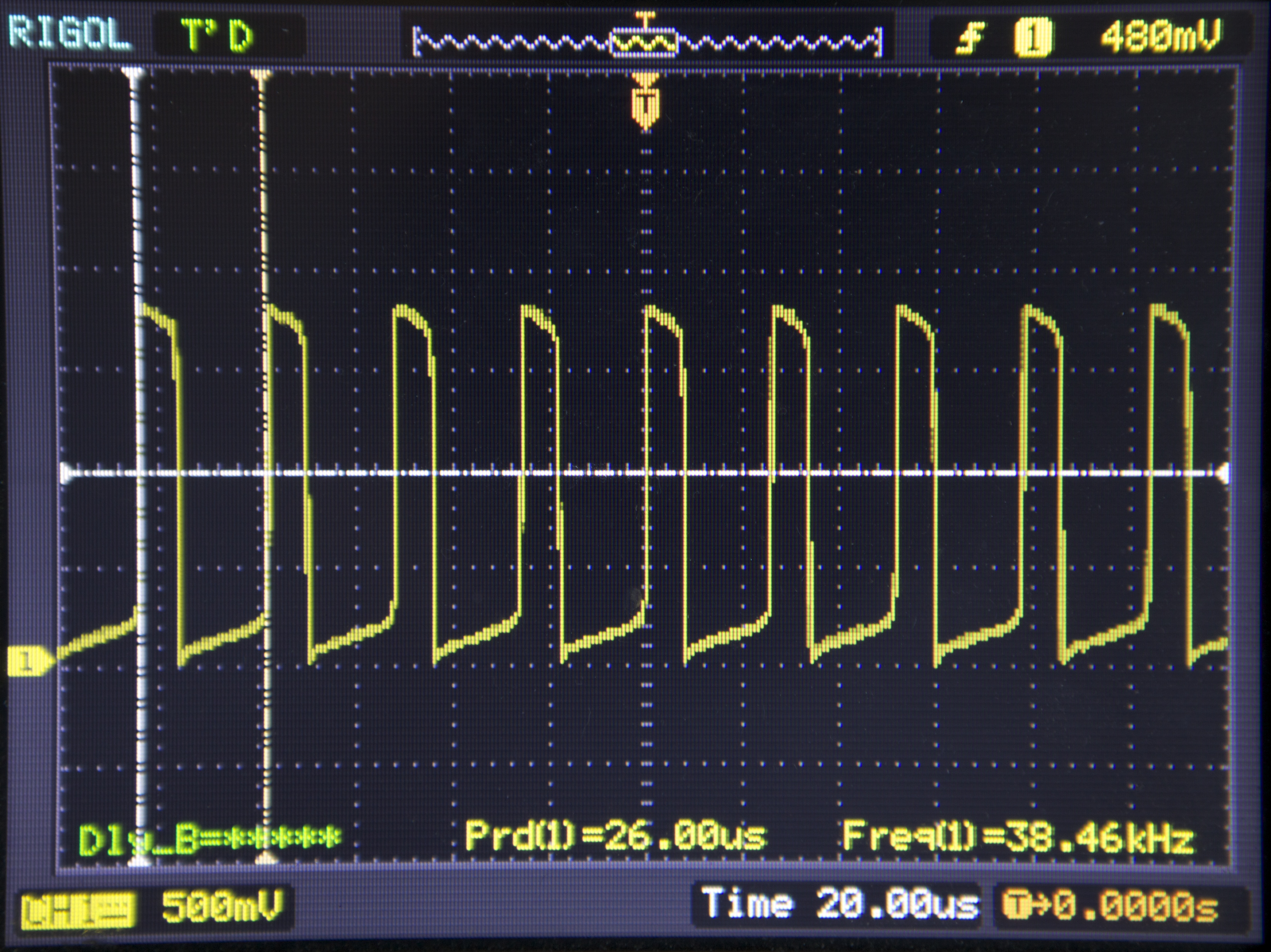
Sóng của một mạch Joule Thief, cho thấy một 30% chu kỳ khoảng 40 kHz

### Điều chỉnh điện áp đơn giản

Một sửa đổi đơn giản của sơ đồ trước thay thế cho LED bằng ba thành phần để tạo ra một bộ điều chỉnh điện áp dựa trên diode zener đơn giản. Diode D1 hoạt động như bộ chỉnh lưu nửa sóng để cho phép tụ điện C chỉ sạc khi điện áp cao hơn có sẵn từ joule thief ở phía bên trái của diode D1. Các diode Zener D2 giới hạn điện áp đầu ra.
Một giải pháp tốt hơn được hiển thị trong ví dụ sơ đồ tiếp theo.

### Joule Thief có thể được điều chỉnh vòng kín
Khi một điện áp đầu ra liên tục hơn được mong muốn, joule thief có thể được điều khiển vòng kín. Trong mạch ví dụ, diode Schottky D1 chặn điện tích được tích tụ trên tụ điện C1 từ dòng chảy trở lại bóng bán dẫn chuyển mạch Q1 khi nó được bật. Một diode Zener 5,6 VoltD2 và transistor Q2 tạo thành điều khiển phản hồi: khi điện áp trên tụ điện C1 cao hơn ngưỡng điện áp hình thành bởi điện áp Zener của D2 cộng với điện áp khởi động cơ sở của bóng bán dẫn Q2, transistor Q2 được bật chuyển hướng dòng điện cơ sở của transistor chuyển mạch Q1, cản trở dao động và ngăn chặn điện áp qua tụ điện C1 từ tăng cao hơn nữa. Khi điện áp trên C1 giảm xuống dưới ngưỡng điện áp Q2 tắt, cho phép dao động xảy ra lần nữa. Nếu tải yêu cầu gợn thậm chí thấp hơn, trong ví dụ này một số mạch kỹ thuật số tinh vi như một vi điều khiển, một bộ điều chỉnh tuyến tính có thể được sử dụng sau này để làm mịn gợn sóng. 